# Ángel González Crego
Ángel González Crego es un entrenador español nacido en Salamanca . Actualmente entrena en el Club Deportivo Hergar.

## Trayectoria
Con 16 años comenzaba a hacer sus primeros contactos con el mundo de la enseñanza para los niños. Entre los equipos que ha dirigido están el Béjar Industrial, C. D. Ribert.
Ángel Crego tiene ya una dilatada trayectoria en el fútbol e incluso durante algunos meses llegó a ser entrenador del primer equipo de la UD Salamanca, formando pareja con Baltasar Sánchez Martín “Balta”. Después en 2001 entrenaría al CD Castellón recomendado por Vicente del Bosque. Más tarde entrenaría al CD Guijuelo donde consiguió clasificar al equipo para la fase de ascenso a Segunda división B. 
Más tarde se convertiría en secretario técnico del CD Guijuelo, pero tras la mala situación del equipo entró a formar parte del cuerpo técnico del equipo el 23 de enero de 2008, cuando se requirió de sus servicios tras la destitución de Alberto Iglesias quien encajó una serie de resultados negativos para el equipo que pusieron al Guijuelo contra las cuerdas en su grupo de Segunda B.
En enero de 2010 es cesado como entrenador del CD Guijuelo, ofreciéndole seguir en el club como director deportivo, su puesto en el banquillo lo ocuparía Carlos Pouso.
En julio de 2012 vuelve al Club Deportivo Salmantino, en el filial albinegro sería cesado en noviembre de 2012 siendo el equipo antepenúltimo en el Grupo 8 de Tercera División, reemplazándole en el banquillo el técnico "María" Hernández.
En enero de 2014 la Junta Directiva de la UD Santa Marta , 16º clasificado en el Grupo 8 de Tercera División, acordó el relevo en el banquillo del primer equipo. Sergio Hernández, quien continuará vinculado al club, deja su lugar al entrenador salmantino.
Desde 2014 a 2022 entrenaría añ Club Deportivo Carbajosa de la Sagrada. Desde 2022 entrena al Club Deportivo Hergar Helmántica

## Clubes como entrenador
- 1997-2001 UD Salamanca B
- 1999-2000 Unión Deportiva Salamanca
- 2001-2002 Club Deportivo Castellón
- 2004-2009 CD Guijuelo
- 2012      Club Deportivo Salmantino
- 2014      Unión Deportiva Santa Marta
- 2015      Club Deportivo Carbajosa
- 2022      Club Deportivo Hergar